# 동성초등학교 (경남)
동성초등학교는 대한민국 경상남도 사천시 정동면 고읍리에 있는 공립 초등학교이다.

## 역사
- 1946년 4월 22일 사천동성공립국민학교 설립인가(사천읍 동성길 42)
- 1996년 3월 1일 동성초등학교로 교칭 개명
- 1998년 3월 10일 병설유치원 개원
- 2002년 3월 1일 現 신축 교사로 이전
- 2007년 9월 1일 수양초등학교 분리
- 2016년 7월 21일 동성수학체험교실 개관
- 2018년 12월 19일 동성 책놀이터(도서관) 확장 재개관
- 2020년 2월 14일 제73회 졸업식(119명, 총 10356명)
- 2020년 3월 1일 26학급(특수 2 포함) 편성
- 2020년 3월 1일 제29대 석길환 교장 부임

## 참고 자료
- 사천동성초등학교 - 한국교육학술정보원 학교알리미